# بلغور قرمز
بَلغور قرمز (به دانمارکی: Rødgrød) (به آلمانی: rote Grütze) گونه‌ای پودینگ دانمارکی و آلمانی است که از بلغور و میوه‌های جنگلی تهیه می‌شود. در تهیه بلغور قرمز نشاسته سیب‌زمینی به‌کار می‌رود و به آن میوه‌هایی چون انگورفرنگی سرخ، انگورفرنگی سیاه، رزبری قرمز، توت‌فرنگی، سیاه توت، بیل‌بری و گیلاس سیاه و مقداری شکر افزوده می‌شود. در خانواده‌های سنتی گاه به‌جای نشاسته سیب زمینی از سمولینا و ساگو استفاده می‌کنند.
تلفظ نام بلغور قرمز در زبان دانمارکی یعنی Rødgrød به خاطر سخت‌بودن تلفظ، به‌ویژه در عبارت 'rødgrød med fløde' (بلغور قرمز با خامه) در زمان جنگ جهانی دوم برای شناسایی جاسوسان آلمانی در میان دانمارکی‌ها استفاده می‌شد.